# Sim Wong Hoo
Sim Wong Hoo (chinês: y 望 ě; pinyin: Shěn Wàng Fù; Malaca, 1955 – Singapura, 4 de janeiro de 2023) foi o fundador, CEO e presidente da Creative Technology, um designer e fabricante de produtos para computadores pessoais e dispositivos de entretenimento digital pessoal. A Creative é notável em produtos como a placa de áudio Sound Blaster e a linha Creative ZEN de produtos de áudio e mídia.

## Vida e carreira
Sim Wong Hoo nasceu em uma família de Zhao'an Hokkien na Malasia e é um ex-aluno da Escola secundária do governo de Bukit Timah. Ele se formou na faculdade de Engenharia Elétrica e Eletrônica da Ngee Ann Polytechnic (então conhecida como Ngee Ann Technical College) em 1975, após o qual trabalhou no setor de engenharia privada.
Em 1 de julho de 1981, com uma despesa de capital de US$ 6 000, Sim (juntamente com o ex-colega de escola Ng Kai Wa) fundou a Creative Technology na forma de uma loja de conserto de computadores no Pearl's Center, em Chinatown. Lá, ele desenvolveu e vendeu uma placa de memória adicional para o computador Apple II. Mais tarde, a Creative começou a criar PCs personalizados e adaptados ao idioma chinês, incluindo recursos aprimorados de áudio que permitiam que os dispositivos produzissem fala e melodias. O sucesso dessa interface de áudio levou ao desenvolvimento da placa de som autônoma Sound Blaster. Ele estava entre as primeiras placas de processamento de áudio dedicadas amplamente disponíveis para consumidores em geral. A Creative dominou o mercado de áudio para PC até os anos 2000, quando os PCs OEM começaram a ser construídos com placas de som integradas na placa-mãe. A Sound Blaster se viu reduzida a um produto de nicho.

## Conquistas e Reconhecimento
Sim Wong Hoo ganhou elogios da indústria e do governo por suas inovações. Isso inclui a conquista da Medalha Estrela Pública de Singapura, Bintang Bakti Masyarakat, em 2001, por realizações extraordinárias no campo dos negócios. Ele foi nomeado em segundo lugar como empresário do ano na Ásia em janeiro de 2001 pela revista Fortune. Ganhou o Lifetime Achievement Award dos organizadores da cúpula europeia do DVD em abril de 2000. Também foi nomeado presidente do Comitê do Setor Privado da Technopreneurship 21 de Singapura em março de 1999.
Aos 45 anos, ele se tornou o bilionário mais jovem de Singapura. Também foi a primeira pessoa a ser nomeada duas vezes Empresário do Ano em Singapura, em 1992 e 1997. Em 2002, ele foi nomeado Pessoa do ano pela Singapore Computer Society em reconhecimento à sua contribuição para a indústria de TI. Sim foi considerado o principal empresário de Singapura e também administrou o Comitê do Setor Privado 21 de Singapura.
Em 1999, Sim Wong Hoo lançou um livro intitulado 'Pensamentos caóticos do velho milênio', no qual cunhou e popularizou o termo "Síndrome de não inversão de marcha" para descrever a mentalidade estereotipada de Singapura de exigir permissão das autoridades superiores antes de tomar qualquer ação.
No final de 2011 Sim Wong Hoo anunciou a criação de uma nova invenção, o HanZpad, em uma entrevista coletiva em Pequim.

## Morte
Sim, morreu no dia 4 de janeiro de 2023, sendo divulgada no dia seguinte. Sim morreu com 67 anos de idade.